# Elegia (planta)
Elegia  es un género con 35 especies de plantas herbáceas perteneciente a la familia Restionaceae. Es  endémica de Sudáfrica. Algunas especies se cultivan como planta ornamental para jardines.

## Especies
| - Elegia altigena Pillans - Elegia asperiflora (Nees) Kunth - Elegia atratiflora Esterh. - Elegia caespitosa Esterh. - Elegia capensis (Burm.f.) Schelpe - Elegia coleura Nees ex Mast. - Elegia cuspidata Mast. - Elegia equisetacea (Mast.) Mast. - Elegia esterhuyseniae Pillans - Elegia extensa Pillans - Elegia fastigata Mast. - Elegia fenestrata Pillans - Elegia filacea Mast. - Elegia fistulosa Kunth - Elegia fucata Esterh. - Elegia galpinii N.E.Br. - Elegia grandis (Spreng. ex Nees) Kunth | - Elegia grandispicata H.P.Linder - Elegia hutchinsonii Pillans - Elegia intermedia (Steud.) Pillans - Elegia juncea L. - Elegia muirii Pillans - Elegia neesii Mast. - Elegia persistens Mast. - Elegia prominens Pillans - Elegia racemosa (Poir.) Pers. - Elegia rigida Mast. - Elegia spathacea Mast. - Elegia squamosa Mast. - Elegia stipularis Mast. - Elegia stokoei Pillans - Elegia thyrsifera (Rottb.) Pers. - Elegia thyrsoidea (Mast.) Pillans - Elegia vaginulata Mast. - Elegia verreauxii Mast. |